# هلیامفرا گلابرا
هلیامفرا گلابرا (نام علمی: Heliamphora glabra) نام یک گونه از رده دولپه‌ای‌ها است.